# Bits on Wheels
Bits on Wheels là trình khách BitTorrent chỉ chạy trên hệ điều hành Mac OS X. Bits on Wheels có một khung nhìn 3 chiều chi tiết về tệp đang tải tương tự như khung nhìn quần thể (Swarm) trong chương trình Azureus. Bits on Wheels là trình khách BitTorrent đầu tiên sử dụng Objective-C và Cocoa vì vậy nó tích hợp chặt chẽ với hệ điều hành Mac OS X. Hiện nay Bits on Wheels là phần mềm miễn phí, phiên bản mới nhất của nó là 1.0.6.